# Chlaenius coerulicollis
Chlaenius coerulicollis är en skalbaggsart som beskrevs av Maximilien de Chaudoir. Chlaenius coerulicollis ingår i släktet Chlaenius och familjen jordlöpare. Inga underarter finns listade i Catalogue of Life.